# Lan (Lüliang)
Der Kreis Lan (岚县,  Lán Xiàn) gehört zum Verwaltungsgebiet der bezirksfreien Stadt Lüliang im mittleren Westen der chinesischen Provinz Shanxi. Er hat eine Fläche von 1.511 km² und zählt 148.315 Einwohner (Stand: Zensus 2020). Sein Hauptort ist die Großgemeinde Dongcun (东村镇).

## Administrative Gliederung
Auf Gemeindeebene setzt sich der Kreis aus vier Großgemeinden und acht Gemeinden zusammen. Diese sind: 
- Großgemeinde Dongcun 东村镇
- Großgemeinde Lancheng 岚城镇
- Großgemeinde Puming 普明镇
- Großgemeinde Jiehekou 界河口镇

- Gemeinde Tuyu 土峪乡
- Gemeinde Shangming 上明乡
- Gemeinde Wangshi 王狮乡
- Gemeinde Liangjiazhuang 梁家庄乡
- Gemeinde Shunhui 顺会乡
- Gemeinde Hekou 河口乡
- Gemeinde Sheke 社科乡
- Gemeinde Tashetou 大蛇头乡